# Don’t Open ’til Doomsday
Don’t Open 'til Doomsday — сплит-сингл групп Misfits и Balzac (получивший своё название по одноимённой песне The Misfits с альбома American Psycho). Также имеет название «Day the Earth Caught Fire».
Это первый релиз на Misfits Records и первый диск с басистом группы Джерри Онли в качестве вокалиста.
Misfits перепевают песню Balzac «Day the Earth Caught Fire». Balzac перепевают песни The Misifits «The Haunting» и «Don’t Open 'til Doomsday», объединённые в один трек.

## Список композиций
1. Misfits — «Day the Earth Caught Fire» — 3:15
2. Balzac — «The Haunting» / «Don’t Open 'til Doomsday» — 5:10

## В записи участвовали
Balzac
- Hirosuke — вокал
- Atsushi — гитара, бэк-вокал
- Akio — бас-гитара, бэк-вокал
- Takayuki — ударные, бэк-вокал

Misfits
- Джерри Онли — бас-гитара, вокал
- Дез Кадена — гитара, бэк-вокал
- Марки Рамон — ударные
- Джон Кафиеро — бэк-вокал